# Fame - Saranno famosi
Fame - Saranno famosi è un film del 2009 diretto da Kevin Tancharoen, remake del film del 1980 Saranno famosi.

## Trama
Come il precedente del 1980, il film è incentrato su un gruppo di cantanti, ballerini e attori che per quattro anni frequentano la New York City High School of Performing Arts coltivando il sogno di avere successo. Tra impegno e sudore, e le immancabili rivalità, vengono raccontate le storie degli studenti e dei professori dell'istituto.

## Colonna sonora
1. "Welcome to P.A." - Raney Shockne
2. "Fame" - Naturi Naughton
3. "Big Things" - Anjulie
4. "Ordinary People" - Asher Book
5. "This Is My Life" - Hopsin, Ak'Sent, Tynisha Keli & Donte "Burger" Winston
6. "Out Here on My Own" - Naturi Naughton
7. "Street Hustlin'" - Raney Shockne feat. Stella Moon
8. "You'll Find a Way" (Switch & Sinden Remix) - Santigold
9. "Can't Hide from Love" - Naturi Naughton & Collins Pennie
10. "Black and Gold" - Sam Sparro
11. "Back to Back" - Collins Pennie feat Ashleigh Haney
12. "I Put a Spell on You" - Raney Shockne feat. Eddie Wakes
13. "Get On the Floor" - Naturi Naughton & Collins Pennie
14. "Try" - Asher Book
15. "You Took Advantage of Me" - Megan Mullally
16. "Too Many Women" (Damon Elliott Remix) - Rachael Sage
17. "Someone to Watch Over Me" - Asher Book
18. "You Made Me Love You" - Raney Shockne feat. Oren Waters
19. "Hold Your Dream" - Kay Panabaker, Asher Book & Naturi Naughton

## Distribuzione
Il film è uscito nelle sale cinematografiche italiane il 9 ottobre 2009, su distribuzione Lucky Red.